# Gurnigel
Der Gurnigel ist ein markanter Hügelzug am Nordrand der Freiburger Alpen und ein Pass im Kanton Bern in der Schweiz.

## Der Hügel
Der von weither sichtbare Ober-Gurnigel (1548 m ü. M.) trägt einen der ältesten Namen der Region, der auf das lateinische corniculum «Hörnchen» zurückgeführt wird. Als Aussichtspunkt war der Gurnigel schon im 19. Jahrhundert bei den Kurgästen des Gurnigelbades beliebt, und verschiedene Künstler zeichneten Panoramen von dort aus. Der Ober-Gurnigel ist nur zu Fuss in rund einer halben Stunde von der Passstrasse beim Berghaus (1594 m) aus via Gurnigelberghütte (1535 m) erreichbar.
Weitere Erhebungen des Hügelzuges sind das Selibüel (1750 m) und der Zigerhubel (1620 m). Gegen Nordwesten senkt sich der Hügelzug zum Schwarzwasser, gegen Südosten zur Gürbe. Im Süden bildet die Wasserscheidi (1584 m ü. M.) den Übergang zur Stockhornkette. Der Gurnigel ist Teil der Gantrischregion.
Der Gurnigel besteht aus schiefrigem Flyschgestein.
Die Bezeichnung Gurnigelberg wird selten verwendet.

## Pass
Die über den Hügelzug führende Strasse beginnt im Weiler Dürrbach (828 m) bei Riggisberg. Etwa auf halber Höhe liegt das einst weitherum bekannte Hotel Gurnigelbad (1155 m). Dieser Teil der Strasse ist der älteste und wurde 1872 auf Initiative des damaligen Hotelbesitzers Johann Jakob Hauser ausgebaut.
In den 1920er-Jahren erfolgte der weitere Ausbau über Berghaus (1594 m), Stierenhütte (Passhöhe 1608 m) und die so genannte Wasserscheidi (1584 m) zur Unteren Gantrischhütte (1510 m). Etwas unterhalb derselben verzweigt sich die Strasse Richtung Schwefelbergbad (1389 m) und Sangernboden (977 m) einerseits und Richtung Schwarzenbühl (1491 m) andererseits. Die Strecke zum Schwarzenbühl ist eine ausgesprochene Höhenstrasse.
Der Gurnigel ist ein ganzjähriges Ausflugsziel. Ein «Töfftreff» bei der unteren Gantrischhütte lockt Motorradfahrende an, und alle zwei Jahre wird beim Hotel Gurnigelbad die Beo Bike Week durchgeführt, ein internationales Motorradtreffen. 
Im Winter ist auf der Wasserscheidi sowie beim Hotel Gurnigelbad je ein Skilift in Betrieb. In der ganzen Region werden Langlaufloipen gespurt. Jährlich führen Amateurastronomen auf dem Pass eine oder mehrere Himmelsbeobachtungsnächte durch.
Auf der Wasserscheidi im Grenzgebiet der Gemeinden Riggisberg, Rüeggisberg (Exklave) und Rüschegg unterhält die Schweizer Armee verschiedene Panzerschiessplätze, was gelegentlich zu Konflikten mit dem Tourismus führt.

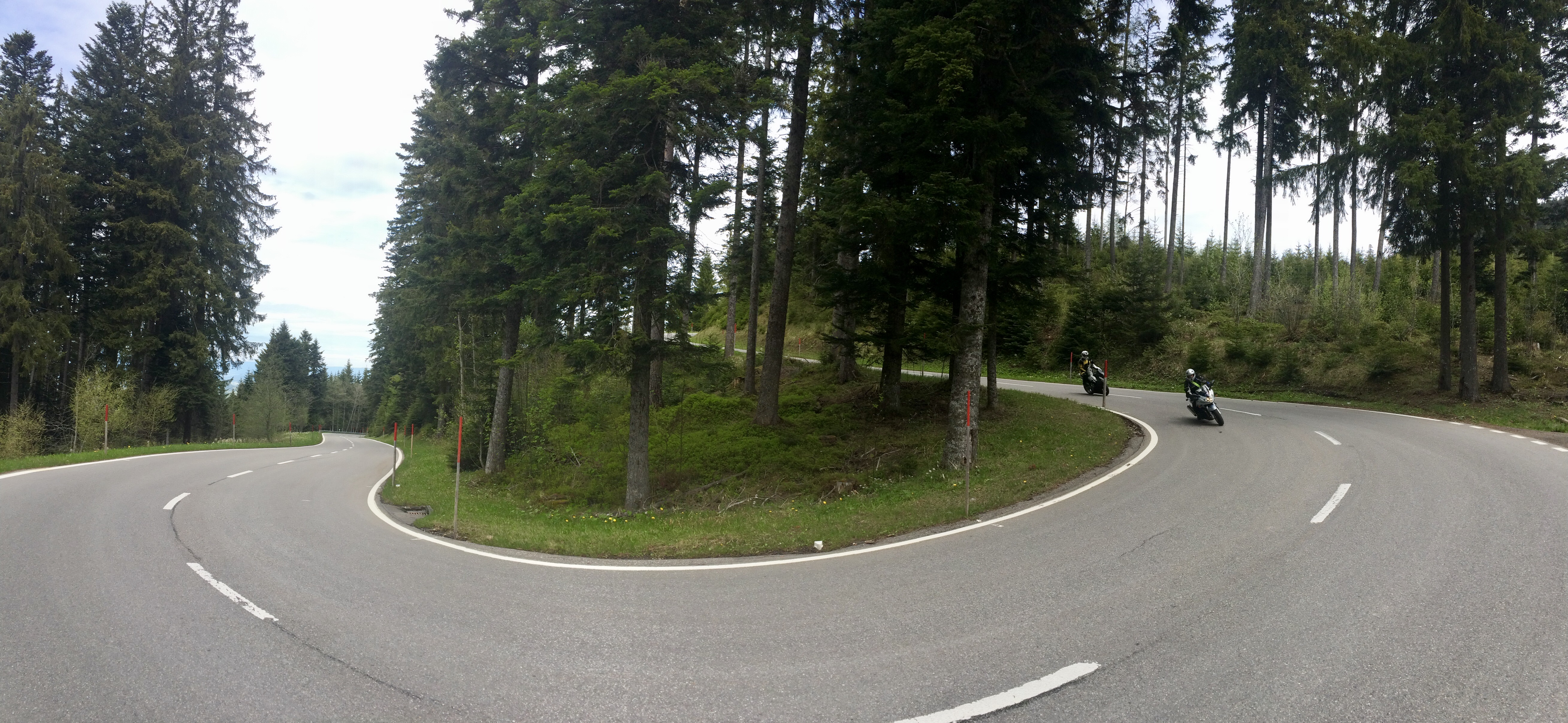
Passstrasse zwischen dem Gurnigel Bad und dem Gurnigel Berghaus als beliebte Strecke bei Motorradfahrern

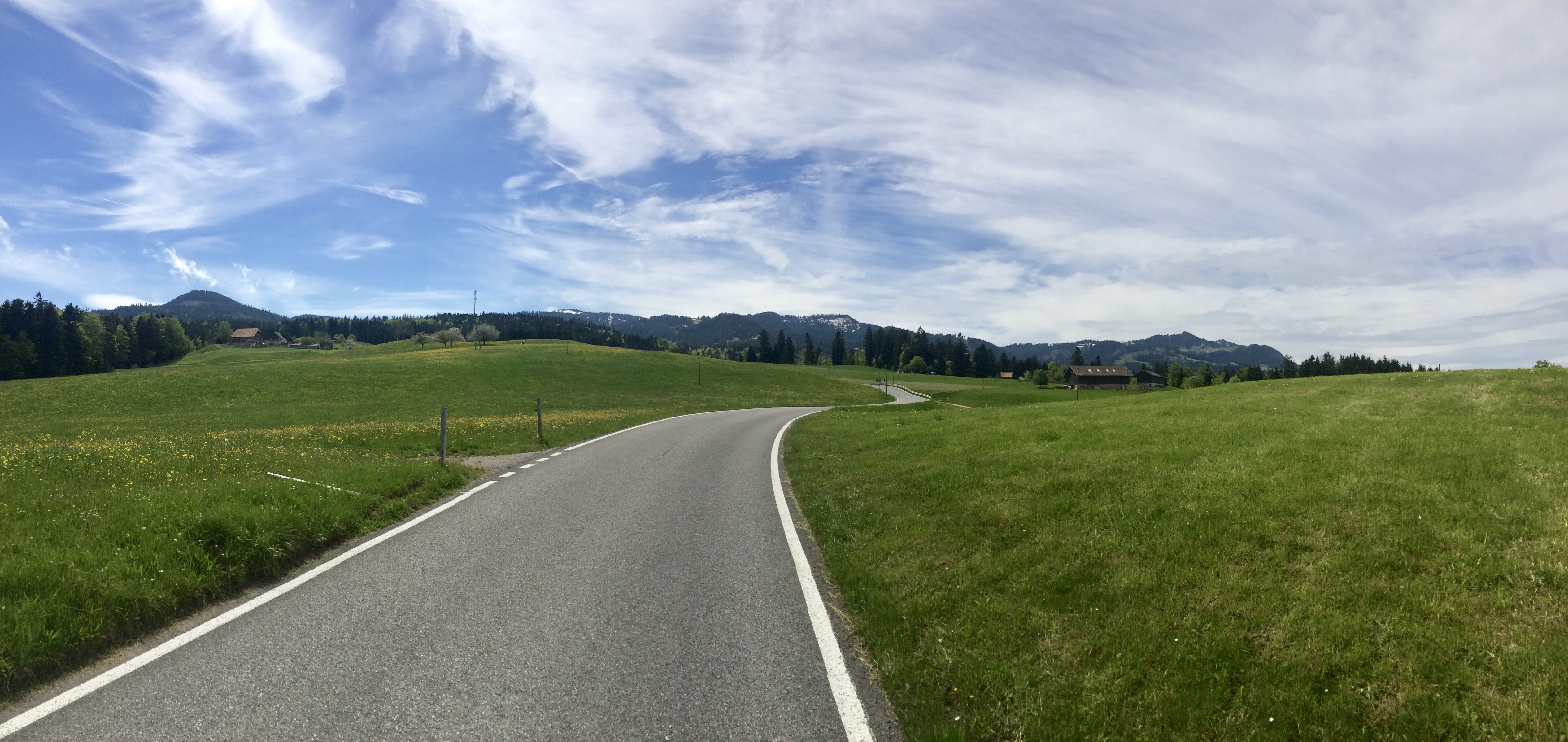
Die Passstrasse nahe Rüti bei Riggisberg beim Undere Laas

## Bergrennen Gurnigel
Im September findet jeweils das Bergrennen Gurnigel für Motorfahrzeuge statt. Die Rennen wurden von 1910 bis 1931 auf der damaligen Kiesstrasse durchgeführt und 1968 auf der inzwischen asphaltierten Strecke wieder aufgenommen. Die kurvenreiche Rennstrecke beginnt in Dürrbach (Lage) und endet beim Gurnigelbad (Lage), sie ist 3.734 m lang mit einer Höhendifferenz von 314 m.
Gestartet wird in verschiedenen Kategorien für Autos und Motorräder. Der Anlass zog früher bis zu 20.000 Zuschauer an, heute noch rund 10.400. Der Streckenrekord wurde 2024 durch Robin Faustini auf einem formelfreien Rennwagen Gruppe E2 aufgestellt; die Zeit von 1'38,79 Minuten ergibt eine Durchschnittsgeschwindigkeit von rund 136 km/h. 2020 und 2021 wurden die Rennen wegen der COVID-19-Pandemie in der Schweiz abgesagt.

## Le Gurnigel
Le Gurnigel ist die französische Bezeichnung für das Gebiet. Diesen Namen trägt übrigens auch eine Hofsiedlung am nördlichen Abhang des Mont d’Amin im Kanton Neuenburg.